# Histoire atlantique
L'histoire atlantique est un domaine spécialisé de l'histoire qui étudie le monde atlantique (en) au début de la période moderne. Le monde atlantique a été créé par la découverte d'une nouvelle terre par les Européens, et l'histoire atlantique est l'étude de ce monde. Il repose sur l'idée que, à la suite de la montée des contacts européens soutenus avec le Nouveau Monde au XVIe siècle, les continents qui bordaient l'océan Atlantique - les Amériques, l'Europe et l'Afrique - constituaient une sphère commune d'échanges économiques et culturels qui peuvent être étudiés comme un tout. 
Son champ d'étude concerne l'interaction complexe entre l'Europe (en particulier la Grande-Bretagne, la France, l'Espagne et le Portugal ) et les colonies du Nouveau Monde. Il englobe un large éventail de sujets démographiques, sociaux, économiques, politiques, juridiques, militaires, intellectuels et religieux traités de manière comparative en examinant les deux côtés de l'Atlantique. La migration et la race / l'esclavage ont été des sujets importants. 
Les historiens de l'Atlantique se concentrent généralement sur les interconnexions et les échanges entre ces régions et les civilisations qu'elles abritaient. En particulier, ils soutiennent que les frontières entre les États-nations qui ont traditionnellement déterminé les limites de l'historiographie plus ancienne ne devraient pas être appliquées à des phénomènes transnationaux tels que l'esclavage, le colonialisme, l'activité missionnaire et l'expansion économique. L'histoire environnementale et l'étude de la démographie historique jouent également un rôle important, car de nombreuses questions clés dans le domaine tournent autour de l'impact écologique et épidémiologique de l'échange colombien . 
Robert R. Palmer, un historien américain de la Révolution française, a lancé le concept dans les années 1950 avec une vaste histoire comparative de la façon dont de nombreuses nations ont vécu ce qu'il a appelé L'âge de la révolution démocratique: une histoire politique de l'Europe et de l'Amérique, 1760 –1800 (1959 et 1964). Depuis les années 1980, l'histoire atlantique est apparue comme une alternative de plus en plus populaire à l'ancienne discipline de l'histoire impériale, bien que l'on puisse affirmer que le domaine est simplement un raffinement et une réorientation de l'historiographie traditionnelle traitant de l'interaction entre les premiers Européens modernes et les peuples autochtones de la Sphère atlantique. L'organisation de l'histoire atlantique en tant que domaine reconnu de l'historiographie a commencé dans les années 1980 sous l'impulsion des historiens américains Bernard Bailyn de l'Université Harvard et Jack P. Greene de l'Université Johns Hopkins, entre autres. L'intégration de l'Union européenne après la Seconde Guerre mondiale et l'importance continue de l'OTAN ont joué un rôle indirect dans la stimulation de l'intérêt tout au long des années 1990. 

## Développement du champ
Le séminaire de Bernard Bailyn sur l'histoire du monde atlantique a promu les études sociales et démographiques, et en particulier les flux démographiques de population vers l'Amérique coloniale. En tant que défenseur de premier plan de l'histoire du monde atlantique, Bailyn a organisé un séminaire international annuel à Harvard visant à promouvoir l'érudition dans ce domaine. L'histoire atlantique : concepts et contours (2005) de Bailyn : explore les frontières et le contenu de ce nouveau domaine de recherche, qui met l'accent sur les éléments cosmopolites et multiculturels qui eurent tendance à être négligés ou considérés de manière isolée par l'historiographie traditionnelle traitant des Amériques. Les réflexions de Bailyn découlent en partie de son séminaire à Harvard depuis le milieu des années 80. 
Jack Greene a également dirigé un programme de recherche en histoire atlantique à l'université Johns Hopkins de 1972 à 1992 qui s'est maintenant étendu aux préoccupations mondiales. Karen Ordahl Kupperman a créé l'Atelier Atlantique à l'Université de New York en 1997. 
Parmi les autres chercheurs dans le domaine, nous pouvons citer Ida Altman (en), Kenneth J. Andrien, David Armitage, Trevor Burnard, Jorge Canizares-Esguerra, Nicholas Canny, Philip D. Curtin, Laurent Dubois, JH Elliott, David Eltis, Alison Games, Eliga H. Gould, Anthony Grafton, Joseph C. Miller, Philip D. Morgan, Anthony Pagden, Jennifer L. Anderson, John Thornton, James D. Tracy, Carla G. Pestana, Isaac Land, Richard S. Dunn et Ned C. Landsman. 

## Points de vue
Alison Games (2006) explore la convergence des multiples domaines d'intérêt scientifique qui ont généré le nouveau champ de l'histoire atlantique, qui prend comme unité géographique d'analyse l'océan Atlantique et les quatre continents qui l'entourent. Elle soutient que l'histoire atlantique est mieux abordée comme une tranche de l'histoire mondiale. L'Atlantique est d'ailleurs une région qui n'a de logique comme unité d'analyse historique que dans un cadre chronologie limité. Une perspective atlantique peut aider les historiens à comprendre les changements dans la région qu'un cadre géographique plus limité pourrait masquer. 

## Études coloniales
Un premier travail pour les études atlantiques fut entamé dans les années 1960 par les historiens de l'esclavage qui ont commencé à suivre les flux d'esclaves d'Afrique vers le Nouveau Monde. Une deuxième source est venue des historiens de l'Amérique coloniale. Beaucoup étaient spécialistes du début de l'histoire moderne européenne et connaissaient l'historiographie concernant l'Angleterre et l'Empire britannique, qui avait été introduite un siècle auparavant par George Louis Beer (en) et Charles McLean Andrews. Les colonialistes sont depuis longtemps ouverts à des perspectives interdisciplinaires, telles que les approches comparatives. De plus, il y avait une frustration à écrire sur très peu de personnes dans une petite colonie éloignée. L'histoire atlantique ouvre l'horizon à de grandes forces à l'œuvre sur de grandes distances. 

## Critiques
Certains critiques se sont plaints que l'histoire atlantique n'est guère plus que l'histoire impériale sous un autre nom. On a fait valoir qu'elle est trop arrogante dans sa volonté de subsumer à la fois les continents américains, l'Afrique et l'Europe sous un seul domaine d'études, sans pour autant se confronter sérieusement à eux. 
Le chercheur canadien Ian K. Steele (2009) soutient que l'histoire atlantique permettra aux étudiants de dépasser leurs mythes nationaux, tout en offrant un soutien historique à des politiques du XXIe siècle telles que l'Accord de libre-échange nord-américain (ALENA), l'Organisation des États américains, l'OTAN (Organisation du Traité de l'Atlantique Nord), la Nouvelle Europe, la chrétienté et même les Nations Unies. Il conclut: «Au début de la période moderne, l'Atlantique peut même être lu comme une antichambre naturelle de la mondialisation du capitalisme dirigée par les États-Unis et servir de défi historique à la nouvelle Europe coalescente. Pas étonnant que l'accueil académique de la nouvelle histoire atlantique ait été enthousiaste aux États-Unis, et moins en Grande-Bretagne, en France, en Espagne et au Portugal, où les histoires des empires atlantiques nationaux continuent de prospérer. ».